# 二階堂行忠
二階堂 行忠（にかいどう ゆきただ）は、鎌倉時代中期の御家人。鎌倉幕府政所執事。

## 略歴
承久3年（1221年）、二階堂行盛の子として誕生。『吾妻鏡』1222年（貞応元年）9月21日条に「籐民部大夫行盛の妻男子平産す」とあるのが行忠である。
政所執事は代々主に二階堂行盛の子孫が世襲している。最初は二階堂行泰が継ぎ、その後に子である行頼・行実が継ぐがそれぞれ早死にする。その後政所執事を継いだ行泰の弟の二階堂行綱の家系でも子・頼綱が政所執事を継いで2年後に死去したため、政所執事の職には当時評定衆であり叔父・行忠が63歳という高齢で就任することになる。
行忠の嫡子・行宗は引付衆まで進んだが行忠より早く没しており、行忠の没後は孫・行貞が22歳で政所執事に就任した。
正応3年（1290年）、死去。